# Тихоцкий, Евгений Сергеевич
Евгений Сергеевич Тихоцкий (1878 — 1953) — кубанский казак, полковник, герой Первой мировой войны, писатель-мемуарист Русского Зарубежья.

## Биография
Казак станицы Андрюковской Кубанского казачьего войска. Внук генерала С.Г. Тихоцкого, правнук адмирала П.И. Рикорда.
В 1898 году окончил Ставропольское казачье юнкерское училище, откуда выпущен был юнкером в 1-й Черноморский казачий полк. В 1900 году был произведен в хорунжие и переведен в 1-й Урупский полк, впоследствии переименованный в 1-й линейный полк.
На 1 января 1909 года — сотник, на 1 января 1910 года — подъесаул 1-го линейного полка, с которым и вступил в Первую мировую войну. Командовал 2-й сотней полка. Отличился в бою у с. Джурин 10 августа 1914 г. Высочайшим приказом от 7 октября 1914 года подъесаул Тихоцкий был награждён орденом Св. Георгия 4-й степени
За то, что 10-го августа 1914 года, в бою при дер. Джурин атаковал своей сотней и первый ворвался на неприятельскую батарею и перебив всю прислугу, захватил 4 орудия, с зарядными ящиками.
Затем — есаул 2-го Запорожского казачьего полка. Был эвакуирован по болезни. На 15 сентября 1916 года — ротмистр, командующий Кавказским полевым жандармским эскадроном. На январь 1917 года — полковник, командир того же эскадрона.
В Гражданскую войну участвовал в Белом движении в составе Вооруженных сил Юга России и Русской армии барона Врангеля, служил в управлении ремонтирования инспекции конницы до эвакуации Крыма.
В эмиграции в Югославии. Состоял представителем Объединения бывших юнкеров Ставропольского казачьего юнкерского училища. В 1937 году — генерал-майор, служил в Войсковом штабе Кубанского казачьего войска. Опубликовал ряд статей о сражениях Первой мировой войны. В годы Второй мировой войны служил в Русском корпусе. 14 апреля 1942 года назначен командиром 4-й роты 3-го полка, служил в 7-й сотне 1-го Казачьего полка, затем — в Казачьем Стане. В мае 1945 года был выдан в Лиенце советским властям, умер в 1953 году в Дубровском лагере. Был женат.

## Сочинения
- Атака Австро-Венгерской конницы на 2-ю Сводную казачью дивизию под м. Городок 4/17 августа 1914 г. — Белград, 1935.
- Атака 1-го линейного полка Кубанского казачьего войска в боях под г. Чертков 22/9 и Бучач 23/10 августа 1914 г. — Белград, 1935.
- Памятка 1-го линейного генерала Вельяминова полка Кубанского казачьего войска. — Белград, 1938.
- Кубанские казаки в Великую войну (на сербском языке).